# Yamashina-ku
Yamashina-ku (山科区?) è uno degli 11 quartieri della città di Kyoto, in Giappone.